# Періфет
Періфет (грец. Περιφήτης) — син Гефеста та Антіклеї, розбійник, що вбивав залізним кийком усіх подорожніх, які приходили до міста Епідавр. Мав прізвисько Корунет (Корінет) — палиценосець.
Періфета вбив Тесей, який повертався з Дельфів до Афін, його ж палицею. відібравши її перед цим.
Найвідоміша версія історії про Перифета міститься в Метаморфозах Овідія, VII 436.